# Lurus
Le Lurus est un ruisseau qui traverse les départements des Hautes-Pyrénées et du Gers et un affluent droit de l'Arros dans le bassin versant de l'Adour.

## Hydronymie
Racine LOR/LUR (hydronyme d'origine /ibéro-vasco Coromines / Aymard avec pour sens "éboulement, écoulement) + ÚS (suffixe péjoratif gascon)). Le Laüs, un autre ruisseau, coule un peu plus au nord. 

## Géographie
D'une longueur de 11,8 kilomètres, il prend sa source sur la commune de Trouley-Labarthe (Hautes-Pyrénées), à l'altitude 300 mètres sous le nom de ruisseau de Rimaillès.
Il coule du sud-est vers le nord-ouest et se jette dans l'Arros à Villecomtal-sur-Arros (Gers), à l'altitude 170 mètres.

### Communes et départements traversés
Le Lurus traverse sept communes, deux cantons et deux départements, dans le sens amont vers aval : Trouley-Labarthe (source - Hautes-Pyrénées), Laméac (Hautes-Pyrénées), Bouilh-Devant (Hautes-Pyrénées), Saint-Sever-de-Rustan (Hautes-Pyrénées), Moumoulous (Hautes-Pyrénées), Montégut-Arros (Gers) et Villecomtal-sur-Arros (confluence - Gers).
Soit en termes de cantons, le Lurus prend source dans le canton de Rabastens-de-Bigorre (Hautes-Pyrénées) et conflue dans le canton de Miélan (Gers).

## Affluents
Le Lurus a trois affluents référencés:
- (D) Ruisseau de la Ribère, 3,8 km sur Antin, Bouilh-Devant, Osmets, Saint-Sever-de-Rustan et Trouley-Labarthe ;
- (D) Ruisseau de Fréchède, 4 km sur Fréchède et Montégut-Arros ;
- (D) Ruisseau du Besc, 3,5 km sur Laguian-Mazous, Montégut-Arros et Villecomtal-sur-Arros.

Géoportail mentionne un autre tributaire :
- (G)  Ruisseau de Rémillou, qui conflue à la limite de Montégut-Arros et Moumoulous, en amont du ruisseau de Fréchède.

(D) rive droite ; (G) rive gauche.